# NXT TakeOver: XXV
NXT TakeOver: XXV là một chương trình đấu vật chuyên nghiệp và sự kiện WWE Network do WWE sản xuất cho thương hiệu NXT của họ. Nó diễn ra vào ngày 1 tháng 6 năm 2019, tại Đấu trường Webster Bank ở Bridgeport, Connecticut. Đó là sự kiện thứ 25 theo niên đại NXT TakeOver.
Bảy trận đấu đã được diễn ra tại sự kiện này, bao gồm hai đoạn ghi hình lại cho tập NXT tuần sau. Trong sự kiện chính, Adam Cole đã đánh bại Johnny Gargano để giành chức vô địch NXT. Các trận đấu khác đã chứng kiến Nhà vô địch NXT Women's Shayna Baszler và Nhà vô địch Bắc Mỹ Velveteen Dream đánh bại Io Shirai và Tyler Breeze để giữ các danh hiệu của họ, và Lợi nhuận đường phố (Angelo Dawkins và Montez Ford) đã giành được Giải vô địch đồng đội NXT bỏ trống trong Giải vô địch đồng đội Trận đấu thang.

## Sản xuất

### Bối cảnh
NXT TakeOver là một loạt các chương trình đấu vật chuyên nghiệp bắt đầu vào ngày 29 tháng 5 năm 2014, khi lãnh thổ phát triển WWE NXT tổ chức chương trình phát sóng trực tiếp độc quyền WWE Network thứ hai của họ được quảng cáo là NXT TakeOver. Trong những tháng tiếp theo, biệt danh "TakeOver" đã trở thành thương hiệu được WWE sử dụng cho tất cả các sản phẩm đặc biệt trực tiếp NXT của họ.

### Cốt truyện
Thẻ sẽ bao gồm các trận đấu xuất phát từ cốt truyện kịch bản, trong đó các đô vật thể hiện các nhân vật phản diện, anh hùng hoặc các nhân vật ít phân biệt hơn để gây căng thẳng và lên đến đỉnh điểm trong một trận đấu vật hoặc loạt trận đấu, với kết quả được xác định trước bởi các nhà văn của WWE trên thương hiệu NXT.. Cốt truyện được sản xuất trên chương trình truyền hình NXT.
Tại NXT TakeOver: New York, Johnny Gargano đã đánh bại Adam Cole trong trận đấu rơi hai phần ba để giành chức vô địch NXT còn trống. Vào ngày 15 tháng 5 năm 2019, tập NXT, một trận tái đấu giữa hai người cho tựa đề đã được lên lịch cho TakeOver: XXV.
Trong WWE Superstar Shake-up 2019, NXT Tag Team Champions The Viking Raiders (Erik và Ivar) đã được phác thảo thành Raw. Sau đó, họ đã tự nguyện từ bỏ các danh hiệu vào ngày 1 tháng 5 năm 2019 của NXT (phát sóng ngày 15 tháng 5), mặc dù có một bảo vệ danh hiệu cuối cùng chống lại Lợi nhuận đường phố (Angelo Dawkins và Montez Ford) đã kết thúc trong vòng loại sau The Fogotten Sons (Wesley Blake và Steve Cutler) và Oney Lorcan và Danny Burch đã tham gia. Một trận đấu thang bốn nhóm đồng đội sau đó đã được sắp xếp cho TakeOver: XXV giữa Lorcan và Burch, Street Profits, The Forgotten Sons và The Undisputed Era (Kyle O'Reilly và Bobby Fish).

## Sự kiện
| Vai trò:                        | Tên:             |
| ------------------------------- | ---------------- |
| Bình luận viên tiếng Anh        | Mauro Ranallo    |
| Bình luận viên tiếng Anh        | Nigel McGuinness |
| Bình luận viên tiếng Anh        | Phượng hoàng     |
| Phát thanh viên                 | Alicia Taylor    |
| Trọng tài                       | Drake Wuertz     |
| Trọng tài                       | Eddie Orengo     |
| Trọng tài                       | Darryl Sharma    |
| Bảng điều khiển trước buổi diễn | Charly           |
| Bảng điều khiển trước buổi diễn | Sam Roberts      |
| Bảng điều khiển trước buổi diễn | Pat McAfee       |

Trong sự kiện chính, Johnny Gargano đã bảo vệ Giải vô địch NXT trước Adam Cole. Gargano đã thực hiện "Garga-No-Escape" trên Cole, nhưng Cole cuối cùng đã trốn thoát sau khi nhắm vào đầu gối bị thương của Gargano. Cole đã biểu diễn "Panama Sunrise" trên Gargano, sau đó thực hiện "Cú đánh cuối cùng" để trở thành Nhà vô địch NXT mới. Khi chương trình kết thúc, Cole, Kyle O'Reilly, Bobby Fish và Roderick Strong đứng giữa võ đài khi Cole ăn mừng chiến thắng.

## Kết quả
| Số. | Kết quả | Thể thức                                               | Thời gian |
| --- | --- | ------------------------------------------------------ | --------- |
| 1 N | Keith Lee đánh bại Kona Reeves | Trận đấu đơn                                           | Không có  |
| 2 N | Mia Yim đánh bại Bianca Belair | Trận đấu đơn                                           | Không có  |
| 3 | Matt Riddle đánh bại Roderick Strong | Trận đấu đơn                                           | 14:45     |
| 4 | Street Profits (Angelo Dawkins và Montez Ford) đánh bại Oney Lorcan và Danny Burch, The Undisputed Era (Kyle O'Reilly và Bobby Fish) và The Forgotten Sons (Wesley Blake và Steve Cutler) | Trận đấu thang cho NXT Tag Team Championship còn trống | 21:30     |
| 5 | Velveteen Dream (c) đánh bại Tyler Breeze | Trận đấu đơn cho Giải vô địch Bắc Mỹ NXT               | 16:50     |
| 6 | Shayna Baszler (c) đánh bại Io Shirai bằng đòn khóa | Trận đấu đơn cho Giải vô địch nữ NXT                   | 12:15     |
| 7 | Adam Cole đánh bại Johnny Gargano (c) | Trận đấu đơn cho Giải vô địch NXT                      | 32:00     |
| - (c) - đề cập đến (các) nhà vô địch bước vào trận đấu - N - cho biết trận đấu đã được ghi để phát trên tập NXT trong tương lai | |                                                        |           |